# Benjamín Menéndez Navarro
Benjamín Menéndez Navarro (Avilés, Astúries, 1963) és un pintor, escultor i ceramista espanyol. Inicia la seva formació artística a 1980 quan cursa els estudis de grau en dibuix publicitari a l'Escola d'Arts Aplicades i Oficis Artístics d'Oviedo. Mentre es gradua, assisteix, a 1984, a les II Jornades de Cabueñes-84, taller de plàstica, a Gijón. Un cop graduat va realitzar el 1985 un "Curs ceràmic d'argiles i esmalts, tècnica de RAKU", impartit per la professora Jonne Rouse a Oviedo. Durant dos anys va rebre classes de ceràmica del professor Daniel Gutiérrez, a Escola d'Arts d'Oviedo; i va perfeccionar els seus coneixements en aquesta àrea de la ceràmica realitzant seminaris i cursos especialitzats com: Seminari de ceràmica, a la fàbrica de Sargadelos-El Castro, 1986, La Corunya, Galícia; Curs d'esmalts d'alta temperatura, Taller Escola de Textura (International Ceramic Workshop) de Concha Cliveti, 1987, Gijón; Curs de forns ceràmics, impartit pel grup Cultural Xarra, 1988, Quintes, Villaviciosa; "Entorn del fang: Escultura Ceràmica". Impartit per Àngel Garraza, 1996, Sangüesa, Navarra; Seminari "Gravat Ceràmic", Centre d'Escultura Museu Antón de Candas l'any 2000. També va sentir curiositat per les noves tecnologies i les seves possibilitats artístiques, per la qual cosa va fer estudis diversos en aquest àmbit, com: curs de disseny gràfic, al Centre Formació Noves Tecnologies Avilés, l'any 1995; el Curs de 3DStudio, també al Centre Formació Noves Tecnologies Avilés, l'any 1996 i l'any 2000 un curs producció de vídeo i TV impartit per Geninfor, Avilés.

## Exposicions individuals
- "Fragments d'una Natura", Museu Escola Municipal de Ceràmica, Avilés (a la web de l'escultor apareix celebrada a 1984). 1986[2][1]
- "Fragments d'una Natura", Biblioteca Municipal de Pedres Blanques, Astúries (al web de l'escultor apareix celebrada a 1984).[2][1]
- Galeria "El Ratón", Madrid.1992[2][1]
- "Infinit", Escola d'Arts Aplicades i Oficis Artístics, Eivissa, Illes Balears. 1992[2][1]
- Biblioteca Municipal de Pedres Blanques, Castrillón, Astúries. 1993.[2][1]
- "Terra i Mar", Sala d'exposicions La Galeria, Santander, Cantàbria. 1995.[1]
- Galeria Altamira, Gijón, Astúries.[2][1]
- Museu Barjola, Gijón, Astúries. 1996.[2][1]
- "Cicle de la Matèria: Creació, Devastació", Centre de Cultura Antic Institut Jovellanos, Gijón, Astúries. 1996.[2][1]
- "Recorregut Industrial", Galeria Amaga, Avilés, Astúries.1996.[2][1]
- Ajimez Art, Galeria Virtual. 1997.[2][1]
- "Terra Santa", Forn de la Ciutadella, Pamplona, Navarra. 1999.[2][1]
- "El temps de la Terra", Galeria Bacelos, Vigo, Pontevedra. 2000.[2][1]
- "Caixa d'eines", Centre d'Escultura de Candás, Museu Antón, Candás, Astúries. 2001.[2][1]
- Galeria Noguera, Oviedo, Astúries. 2002.[2][1]
- «La Argamassa de la Ciència». Posada del Potro. Còrdova. 2002.[2]
- "El color de la seda", Galeria Altamira, Gijón, Astúries. 2002.[2][1]
- Centre d'Art el Arbolón, Avilés, Astúries. 2005.[1]
- "Arbre", Galeria Talaia, Gijón, Astúries (al web de l'escultor apareix celebrada a la Galeria Altamira). 2005.[2][1]
- "Arques de color", Galeria Noguera, Oviedo, Astúries. 2006.[1]
- "Territoris clarobscur", Centre Municipal de les Arts d'Alcorcón, Madrid. 2007.[1]
- "Blanc trencat versus color", Galeria Vértice, Oviedo, Astúries. 2008.[1]
- "Pàgines de Terra", Facultat de Filosofia i Lletres, Universitat de Lleó, Lleó (projecte: hall transformat). 2009.[1]
- "Bodegó al país de les muntanyes d'aigua", Galeria Octògon, Avilés, Astúries. 2010.[2][1]
- "El temps de la terra", Casa de la Cultura d'A Veiga, A Veiga, Astúries 2010.[1]
- "Al rojo vivo", Galeria Adriana Suárez, Gijón, Astúries 2010.[1]

## Exposicions col·lectives
- XV Certamen Nacional de Pintura de Ḷḷuarca, Escola d'Arts Aplicades i Oficis Artístics, Oviedo, Astúries. 1984.[2][1]
- "Cabueñes 84", Universitat Laboral, Gijón, Astúries. 1984.[2][1]
- "Certamen Regional d'Arts Plàstiques per a Joves", Oviedo, Astúries. 1985.[2][1]
- Exposició col·lectiva d'obra gràfica, Banc de Bilbao, Oviedo, Astúries. 1985.[2][1]
- Exposició col·lectiva d'obra gràfica, Casa de Cultura, Sama, Astúries. 1985.[2][1]
- "Els Ventalls", Galeria Temple, València. 1985.[2][1]
- "Fragments d'una Natura", Biblioteca Pública Municipal de Luanco, Astúries 1986.[1]
- Regional d'Arts Plàstiques per a Joves", Oviedo, Astúries 1986.[1]
- "Certamen Regional d'Arts Plàstiques per a Joves", València. 1986.[2][1]
- Valladolid d'Escultura, Caixa d'Estalvis Provincial de Valladolid (no recollida en la web de l'artista). 1987.[2][1]
- Primer Premi de Pintura "Pedro Menéndez", Galeria la Casa Verda, Avilés, Astúries 1988.[1]
- "Set", Sala Nord, Oviedo, Astúries (al web de l'escultor apareix celebrada a 1985). 1988.[2][1]
- Galeria d'art Frediric Damgard, Essaouira, Marroc (al web de l'escultor apareix celebrada a 1988).[2][1]
- "Altres Llibres / Llibres d'Artistes", Centre d'Escultura de Candás, Museu Antón, Candás, Astúries. 1989.[2][1]
- "Altres Llibres / Llibres d'Artistes", Biblioteca Pérez de Ayala, Oviedo. 1990.[2][1]
- Galeria Ferro i Blau, Oviedo. 1990.[2][1]
- Sala d'Art L'Aventurer, Madrid. 1990.[2][1]
- "Instal·lació Frontera Sensacions", Centre de Cultura Horta de la Salut, Madrid. 1990.[2][1]
- "Instal·lació Frontera Sensacions", Església de les Franceses, Valladolid (a la web de l'escultor apareix celebrada a 1991).[2][1]
- Sala d'Art L'Aventurer, Madrid. 1991.[2][1]
- Sala d'Exposicions Hispano 20, Madrid. 1991.[2][1]
- "El Color de la Memòria, amb l'opinió acolorida de Franja Fotogràfica", itinerant per Castella i Lleó. 1992.[2][1]
- I Certamen "Sant Agustí" de Ceràmica, Avilés, Astúries. 1993.[1]
- "Del nou 94", Sales de la Caixa d'Estalvis d'Astúries. 1994.[2][1]
- "ART SANTANDER 95", Palaus de Festivals, Santander, Cantàbria (IV fira Art Santander). 1995.[2][1]
- "Astúries, Escultors de cinc Dècades", itinerant per Astúries. 1995.[2][1]
- "Barreres del Nord. Entre la Tècnica i l'Espai", Centre d'Escultura de Candás, Museu Antón, Candás, Astúries. 1996.[2][1]
- "Art assetjat", El Luzernario, Gijón, Astúries. 1997.[2][1]
- "10x10, 10 anys d'art emergent a Astúries", Sala Borrón, Oviedo, Astúries. 1997.[2][1]
- Galeria Vértice, Oviedo, Astúries. 1997.[2][1]
- II Simposi d'Escultura en terracota, Montemoro Novo, Portugal. 1998[1]
- FLETXA, VII Fira d'Alliberament d'Espais Comercials Cap a l'Art, Plaça Arturo Soria, Madrid (altres fonts la daten en 1997). 1998[2][1]
- "Llibres d'Artista. Altres Llibres", Galeria Dasto, Oviedo, Astúries (al web de l'escultor apareix celebrada el 1997). 1998[2][1]
- "Terra Terra", Forn de la Ciutadella, Pamplona, Navarra. 1999.[1]
- "IV exposició 12 cm.", PSAI-Sant Pere, Guipúscoa. 1999.[2][1]
- "De retorn", Museu Barjola, Gijón, Gijón. 1999.[2][1]
- "De retorn", Fundació Museu Evaristo Valle, Gijón, Gijón. 1999.[1]
- The Gallery Channel, Galeria virtual. 1999.[1]
- XXX Certamen d'art de Ḷḷuarca (itinerant per Astúries) (al web de l'escultor apareix celebrada a 2000)[1]
- I Biennal de la bona pintura de la Mar ", Salines, Castrillón, Astúries. 2000.[1]
- "El temps de la Terra", Galeria Bacelos, Vigo, Pontevedra. 2000.[1]
- "V exposició 12 cm.", PSAI-Sant Pere, Guipúscoa. 2000.[1]
- Premi Caixa Espanya de Pintura 2000, itinerant per Castella i Lleó. 2000.[1]
- "El sentit de la vista", Campus Leioa de la Universitat del País Basc, Bilbao. 2001.[1]
- "El sentit de la vista", Centre d'Art Casa Duró, Mieres, Astúries (2001, algunes fonts la daten en 2000).[1]
- Galeria Espai Líquid, Gijón, Astúries. 2001.[1][2]
- Premi de Pintura Junta General del Principat d'Astúries, Astúries. 2001.[1][2]
- XXXII Certamen d'Art de Ḷḷuarca, Astúries (itinerant per Astúries). 2001.[1]
- "La argamasa de la ciencia", Posada del Potro, Còrdova. 2002.[1]
- "Proposta itinerant", Centre d'Art Dasto, Oviedo. 2002.[1]
- Galeria Vértice, Oviedo (2002. a la web de l'escultor apareix celebrada a 2001). [1][2]
- "ARTRANSMEDIA 2002", antic convent de les Clarisses, Universitat Laboral, Gijón, Astúries (amb l'obra "La càmera fosca").[1][2]
- "Paisatge industrial en la pintura asturiana", Centre d'Escultura de Candás, Museu Antón, Candás, Astúries. 2002.[1]
- "Paisatge industrial en la pintura asturiana", Centre d'Art Casa Duró, Mieres, Astúries. 2002.[1]
- industrial en la pintura asturiana", Centre Cultural Escoles Daurat, Sama, Astúries. 2002.[1]
- 2002", Edifici Històric de la Universitat d'Oviedo, Oviedo. 2002.[1]
- Fira Internacional de València, València (amb la Galeria Amaga). 2002.[1][2]
- Certamen d'Art de Ḷḷuarca, Astúries (itinerant per Astúries). 2002.[1]
- III Premi de Pintura Junta General del Principat d'Astúries, Oviedo, Astúries. 2003.[1]
- "El pont ... La Diàspora artística", itinerant per Guernica, Sestao, Mieres. 2003.[1][2]
- "Un altre lloc de trobades" Sahagún de Campos, Lleó (projecte d'Art Públic). 2003.[1][2]
- "Blanc i blau", Gallerie des Franciscains, Saint-Nazaire, França i Centre Municipal d'Art i Exposicions d'Avilés, Astúries. 2003.[1][2]
- "Des de la Posada del Potro", Còrdova, El Vendrell (Tarragona), Saragossa, Avilés (Astúries) i Lugo. 2004.[1]
- Dies d'Herba, Platja de Ponent, Gijón, Astúries. 2004.[1][2]
- "Octubre", Centre d'Art Casa Duró, Mieres, Astúries. 2004.[1][2]
- "El Texu, L'arbre d'Asturies", Sala Cultural Mont de Pietat, Gijón, Astúries. 2004.[1][2]
- "La Indústria en l'Art", Centre d'Art i Exposicions d'Avilés, Astúries. 2004.[1][2]
- L'Escultura a Nord III, Sales, Astúries. 2005.[1][2]
- Biblioteca Pública de Pedres Banques, Astúries (Fundació DANAE). 2005.[1][2]
- "Extramurs 2006", Museu Antón, Candás, Carreño, Astúries. 2006.[1]
- "Extramurs", Museu de Lanificios, Universitat da Beira Interior, Portugal. 2006.[1]
- "Ceràmica en l'aire", Centre d'artesania d'Aragó, CERCO 06, Saragossa. 2006.[1]
- Certamen Nacional d'Art de Ḷḷuarca, Astúries (itinerant). 2006.[1]
- Premi Nacional de Pintura, Col·legi Oficial d'Aparelladors i Arquitecte Tècnics del Principat d'Astúries (itinerant). 2006.[1]
- "13 Certamen Sant Agustí de Ceràmica", Centre Municipal d'Art i Exposicions, Avilés, Astúries. 2007.[1]
- Qube Arts, Community Action, Oswestry, Anglaterra. 2007.[1]
- "Sights for now", Passagen Linköpings kondsthall, Linköping, Suècia i Museu Barjola, Gijón, Astúries. 2007.[1]
- "Escultura Ibèrica Contemporània", Pazo da Cultura de Pontevedra, Centre d'Art de Caldas da Rainha i Museu del Taulell de Lisboa, Portugal. 2007.[1]
- Certamen Nacional d'Art de Ḷḷuarca, Astúries (itinerant). 2007.[1]
- Galeria Texu, Oviedo, Astúries. 2008.[1]
- Triennale Européenne de la Céramique et du Verre, Mons, Bèlgica. 2010.[1][2]
- "Match Box", Espai de Creació i Didàctica, 48 Festival de Cinema de Gijón, Astúries. 2010.[1]
- "SineDiE", Galeria Texu, Oviedo, Astúries. 2010.[1]
- "Art asturià contemporani al Museu de Belles Arts d'Astúries", Museu Barjola, Gijón, Astúries (Des del 12 de març al 12 de juny).[1]
- "Motiu i motivació", Jardins del Museu Evaristo Valle, Gijón, Astúries (del 2 d'octubre de 2011 al 29 gener 2012).[1]
- "in Extens", Centre Municipal d'Art i Exposicions, Avilés, Astúries. 2011.[1]
- "Notícies del País de les Muntanyes", Galeria Texu, Oviedo, Astúries. 2011.[1]
- "On habita la pluja", La Nit Blanca 2013, Avilés, Astúries (intervenció efímera). 2013.[1]
- "Mestre i figures en l'art asturià", Galeria Van Dyck, Gijón, Astúries. 2013.[1]

## Obres públiques
- Escultura Avilés, 2005, Passeig de la ria, Avilés.[1]
- Escultura Trecho. Els Canapès. Avilés.[1][2]
- Escultures al municipi de Montemor-o-Novo. Portugal.[2]
- Mural ceràmic al Parc Municipal «Els Conserveres». Candás.[2]
- Escultura «Árbol». Campo de San Francisco. Oviedo.[2]
- Escultura «Naturalezas». Saint-Nazaire. França.[2]
- «Mitad y Mitad». Fundació Museu Evaristo Valle. Gijón.[2]
- Escultura «Naturalezas». Campo de San Francisco. Oviedo.[1][2]

## Obres en museus i altres institucions
- Banco Hispano Americano, Madrid.[1][2]
- Direcció Regional de la Joventut.[1][2]
- Conselleria de Cultura del Principat d'Astúries.[1][2]
- Caixa d'Estalvis d'Astúries.[1][2]
- legi Oficial d'Arquitectes d'Astúries.[1][2]
- Inspecció Tècnica de Vehicles d'Astúries.[1][2]
- Ajuntament d'Avilés.[1][2]
- Museu de Belles Arts d'Astúries.[1][2]
- Fàbrica de Sargadelos. El Castro (La Corunya).[2]
- Junta General del Principat d'Astúries.[2]
- Fundació DANAE.[2]
- Palau de Ferrera. Avilés.[2]

## Premis i distincions
- Beca de la Conselleria de Cultura del Principat d'Astúries. 1986.[1][2]
- Tercer Premi d'Escultura al "Certamen Regional d'Arts Plàstiques per a Joves", Oviedo. 1986.[1][2]
- Primer premi de pintura "Pedro Menéndez", Avilés, Astúries. 1988.[1][2]
- Beca de la Conselleria de Cultura del Principat d'Astúries. 1991.[1][2]
- Primer premi "Vila d'Avilés" de Ceràmica, Avilés. 1993.[1][2]
- Beca de la Conselleria de Cultura del Principat d'Astúries. 1994.[1][2]
- Primer premi en la I Biennal de la bona pintura de la Mar ", Salines, Castrillón, Astúries. 2000.[1][2]
- Primer premi al III Premi de Pintura Junta General del Principat d'Astúries. 2003.[1][2]
- Premi de l'Ajuntament de Valdés, del Certamen Nacional d'Art de Ḷḷuarca, per "el principi d'un somni". 2006.[1]